# Château du Lude (Sarthe)
Vous lisez un « bon article » labellisé en 2014.
Pour les articles homonymes, voir Château du Lude.
Le château du Lude se situe dans la commune du Lude dans le département français de la Sarthe.
Situé parmi les châteaux de la Loire les plus au nord, le site est occupé dès le Moyen Âge et devient un point stratégique aux confins du Maine, de l'Anjou et de la Touraine. Occupé par les Anglais pendant la guerre de Cent Ans, le château devient la propriété de Jean Daillon, chambellan du roi Louis XI, en 1457. Pendant deux siècles, les Daillon œuvrent à l'embellissement du château, et transforment l'ancienne forteresse médiévale en logis de plaisance. Réaménagé à la fin du XVIIIe siècle par la marquise de la Vieuville, puis un siècle plus tard par le marquis de Talhouët, le château du Lude témoigne de quatre siècles d'architecture française.
Les jardins, façonnés par les différents propriétaires du lieu, ont servi de cadre à un son et lumière qui a fait la renommée du Lude pendant près de quarante ans. Ils accueillent depuis le début des années 2000 plusieurs manifestations, comme la Fête des jardiniers, au cours de laquelle est décerné le prix P.-J.-Redouté. Le château du Lude détient le label « Jardin remarquable ».

## Historique

### Les origines du château et la forteresse médiévale

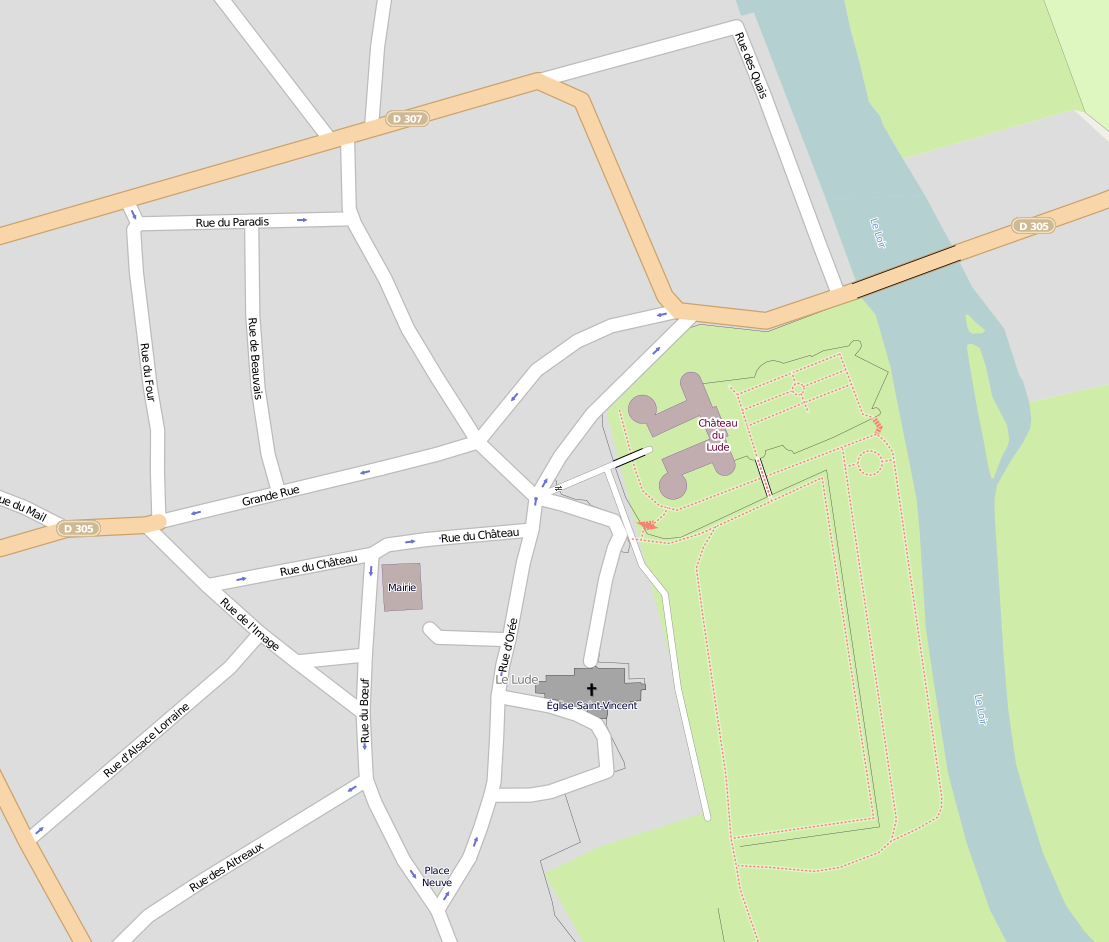
Le château du Lude et ses environs.

Les origines du château du Lude remontent à la fin du IXe siècle. C'est à cette époque, après les premières incursions vikings en Anjou entre 853 et 873, que les seigneurs locaux entreprennent la construction de forteresses pour protéger leurs terres,. C'est ainsi qu'est édifié au Lude le fort de la Motte, dans un lieu stratégique aux confins du Maine, de l'Anjou et de la Touraine. Ce château primitif, bâti à une centaine de mètres au nord du château actuel, sur la rive gauche du Loir, ne consistait qu'en une motte sur laquelle s'élevait un donjon.
En 1027, Alain de Bretagne assiège Foulques Nerra, comte d'Anjou, au château du Lude, le castellum lusdii, pour le punir des mauvais traitements infligés à son allié Herbert Éveille-Chien, comte du Maine. Ne possédant pas les troupes nécessaires pour soutenir le combat, Foulques Nerra se soumet immédiatement et restitue les terres ainsi que les otages qu'il avait exigés d'Herbert deux années plus tôt au cours d'une entrevue à Saintes.
Vers la fin du XIIIe siècle, les bases d'une forteresse en maçonnerie sont établies plus au sud, à l'emplacement du château actuel. La construction de cette forteresse médiévale s'étale du XIIIe au XVe siècle. À l'aube de la guerre de Cent Ans, d'importants moyens sont engagés pour assurer la défense de la forteresse, notamment le creusement des douves, l'édification d'un éperon et de remparts en bord du Loir. À l'époque de la bataille de Pontvallain, en 1370, les troupes anglaises menées par Robert Knolles sont repoussées à deux reprises dans leurs tentatives de s'emparer du château du Lude, défendu par le capitaine Guillaume Méron.
Après la défaite de l'armée française à Verneuil en 1424, les Anglais achèvent la conquête du Maine. Sous les ordres du comte de Warwick, ils s'emparent du château du Lude à l'automne 1425. L'occupation anglaise n'aura duré que deux ans. À la fin de l'année 1427, les troupes françaises commandées par Ambroise de Loré, accompagné de Gilles de Rais et Jean de Bueil, reprennent le château du Lude au terme d'un siège de plusieurs jours,,.

### De la Renaissance auXVIIIesiècle

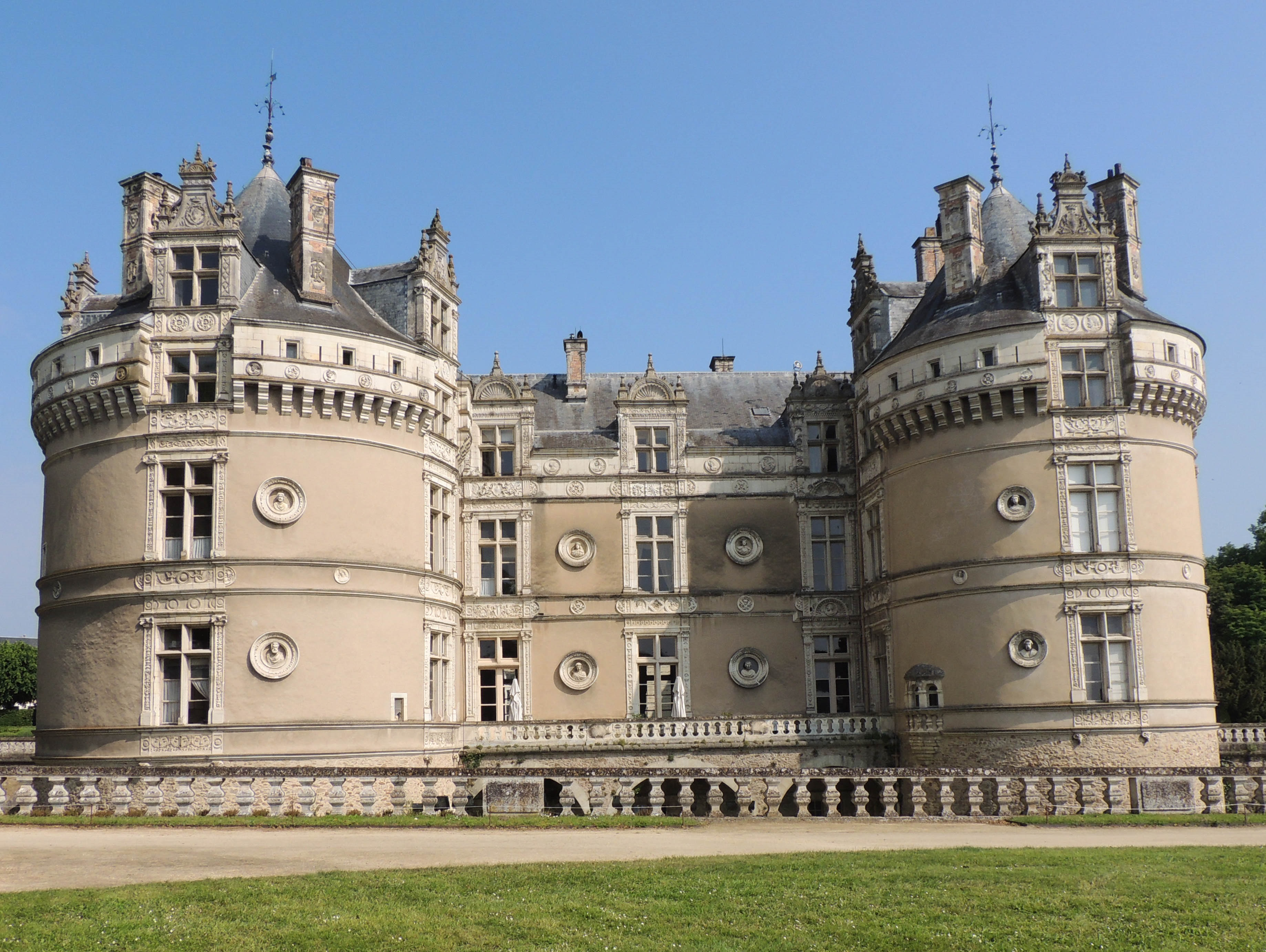
La façade François Ier, du XVIe siècle.

Issu d'une famille poitevine, ami d'enfance de Louis XI, Jean de Daillon fait l'acquisition du château du Lude en 1457. Rentré en grâce auprès du roi en 1468, Jean Daillon fait appel à Jean Gendrot, l'architecte du roi René d'Anjou pour examiner les dégâts causés à la forteresse pendant la guerre de Cent Ans et décider des travaux de restauration à entreprendre.
Jean Gendrot arrive au Lude en 1479 afin de diriger les travaux, et s'installe dans une maison à proximité du château, désormais appelée « maison des Architectes » et inscrite aux monuments historiques,. L'architecte amène avec lui une nombreuse main-d'œuvre et fait édifier des maisons pour les accueillir le long d'une rue qui se nomme aujourd'hui « rue de la Gendrottière ». Gendrot rénove entièrement le vieux château et le transforme en un logis de plaisance dans le style de la Renaissance. Les travaux prévus sont importants et s'étalent sur près d'un demi-siècle. La façade sud-est, dite François Ier, est achevée entre 1520 et 1530. Jean de Daillon, propriétaire des lieux, meurt avant la fin des travaux. Son fils Jacques lui succède et mène le projet jusqu'à son terme. La baronnie du Lude est érigée en comté par François Ier en mai 1545.
Le château du Lude reçoit nombre d'hôtes illustres, parmi lesquels les rois Henri IV, qui y assiste en 1598 à sa première procession depuis sa conversion au catholicisme à l'occasion de la Fête-Dieu, et Louis XIII en 1619. Les descendants de la famille Daillon œuvrent tous à l'embellissement du château. En 1675, la terre du Lude est érigée en duché-pairie par des lettres données à Versailles. Henry de Daillon, lieutenant-général des armées du roi, devient ainsi le premier duc du Lude. Il se lie notamment d'amitié avec la marquise de Sévigné, qu'il reçoit au château du Lude. Henry de Daillon meurt sans héritier en 1685. Il lègue le château à son neveu Antoine Gaston de Roquelaure, maréchal de France. Par héritage, le château échoit ensuite aux ducs de Rohan, qui vendent la propriété en 1751.

### DuXVIIIesiècleauXXIesiècle

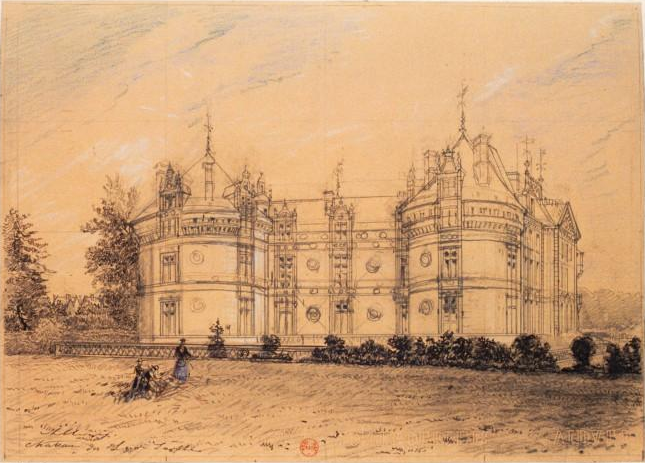
Le château du Lude dessiné au XIXe siècle par Hubert Clerget.

Issu d'une famille de corsaires hollandais établis à Saint-Malo, Joseph Julien Duvelaër, membre de la Compagnie des Indes, acquiert le château et les terres du Lude en 1751.
Mort sans descendance en 1785, il lègue le château à sa nièce, Françoise Butler (1741-1798) , marquise de La Vieuville par son mariage en 1758 avec Étienne Auguste Baude de La Vieuville (1713-1795), qui fait construire en 1787 l'aile nord-est classique de style Louis XVI sur des plans de l'architecte Jean-Benoît-Vincent Barré qui font pivoter l'orientation du château de 180 degrés. Alors que le château est mis sous séquestre pendant la Révolution, la marquise de la Vieuville réussit à en conserver la propriété.
Sa fille, Élisabeth (1764-1814), épouse Louis Céleste de Talhouët-Bonamour (1761-1812), marquis de Talhouët.
Après la mort de la marquise le château passe à la famille de Talhouët, originaire de Bretagne et dont les membres vont exercer de hautes responsabilités politiques : Frédéric de Talhouët, fils d'Élisabeth et Louis-Céleste, est fait grand officier de la Légion d'honneur et devient président du conseil général de la Sarthe. Son héritier, le marquis Auguste de Talhouët-Roy, maire du Lude, député puis sénateur de la Sarthe, est nommé ministre des Travaux publics en 1870. Il entreprend des travaux de restauration au XIXe siècle.

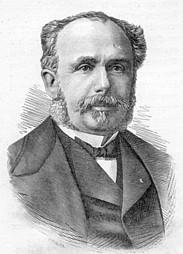
Le marquis Auguste de Talhouët-Roy.

C'est lui qui lance, dès le milieu du XIXe siècle, une grande campagne de restauration de l'édifice impliquant quatre architectes différents : Pierre-Félix Delarue, Henri Darcy, Louis Parent et Alain Lafargue. Les travaux commencent en 1853 avec la rénovation des peintures de l'ancien oratoire, datant du XVIe siècle,. La tour nord-ouest de l'édifice, dans laquelle sont aménagés une salle des gardes, une bibliothèque et un escalier d'honneur, est relevée entre 1854 et 1855,. La façade nord, donnant sur la ville, est restaurée dans le style néogothique par l'architecte Pierre-Félix Delarue.
Enfin, des travaux de réfection de la façade Renaissance sont entrepris, sans en modifier la composition.
Le marquis de Talhouët, puis son fils René, poursuivent les travaux d'embellissement du château jusqu'à l'aube de la Première Guerre mondiale.
Le 10 février 1892 l'aquafortiste vendéen Octave de Rochebrune réalise une vue du château avec en haut à gauche les armes des propriétaires (no 428 de son corpus de 492 estampes), dont il offre une épreuve à la comtesse Georges de Talhouet-Roy en mars suivant[réf. nécessaire].
En 1928, la façade François Ier et l'oratoire sont classés aux monuments historiques.
Le château reste la propriété des Talhouët jusqu'à la mort de René de Talhouët, en 1948, qui fut maire de la commune éponyme pendant 56 ans ; son petit-fils René de Nicolaÿ en devient l'héritier, et c'est sous l'impulsion de sa veuve, née princesse Pia-Maria d'Orléans-Bragance, qu'est créé en 1958 l'un des premiers son et lumière de France, qui fit la renommée du Lude jusqu'à sa dernière représentation en 1995,. Le château, son système fortifié d'éperon et de douves, les maçonneries et balustrades des terrasses, les murs de clôture du parc ainsi que la totalité des communs bénéficient d'une inscription aux monuments historiques en 1992. Le tympan hydraulique du château, à savoir sa roue motrice dans son abri et le canal d'irrigation correspondant est classé par arrêté en 2022.
Le château du Lude est aujourd'hui la propriété de Louis-Jean de Nicolaÿ et de son épouse Barbara, fondatrice de la « fête des Jardiniers » en 1994. C'est dans le cadre de cette fête, principale manifestation culturelle du château organisée chaque année au début du mois de juin, qu'est décerné le Prix P.J. Redouté, qui récompense les meilleurs livres de jardin et de botanique parus en langue française. D'autres animations sont organisées chaque été, comme les « Journées potagères et gourmandes ».

## Architecture

### Aspects extérieurs

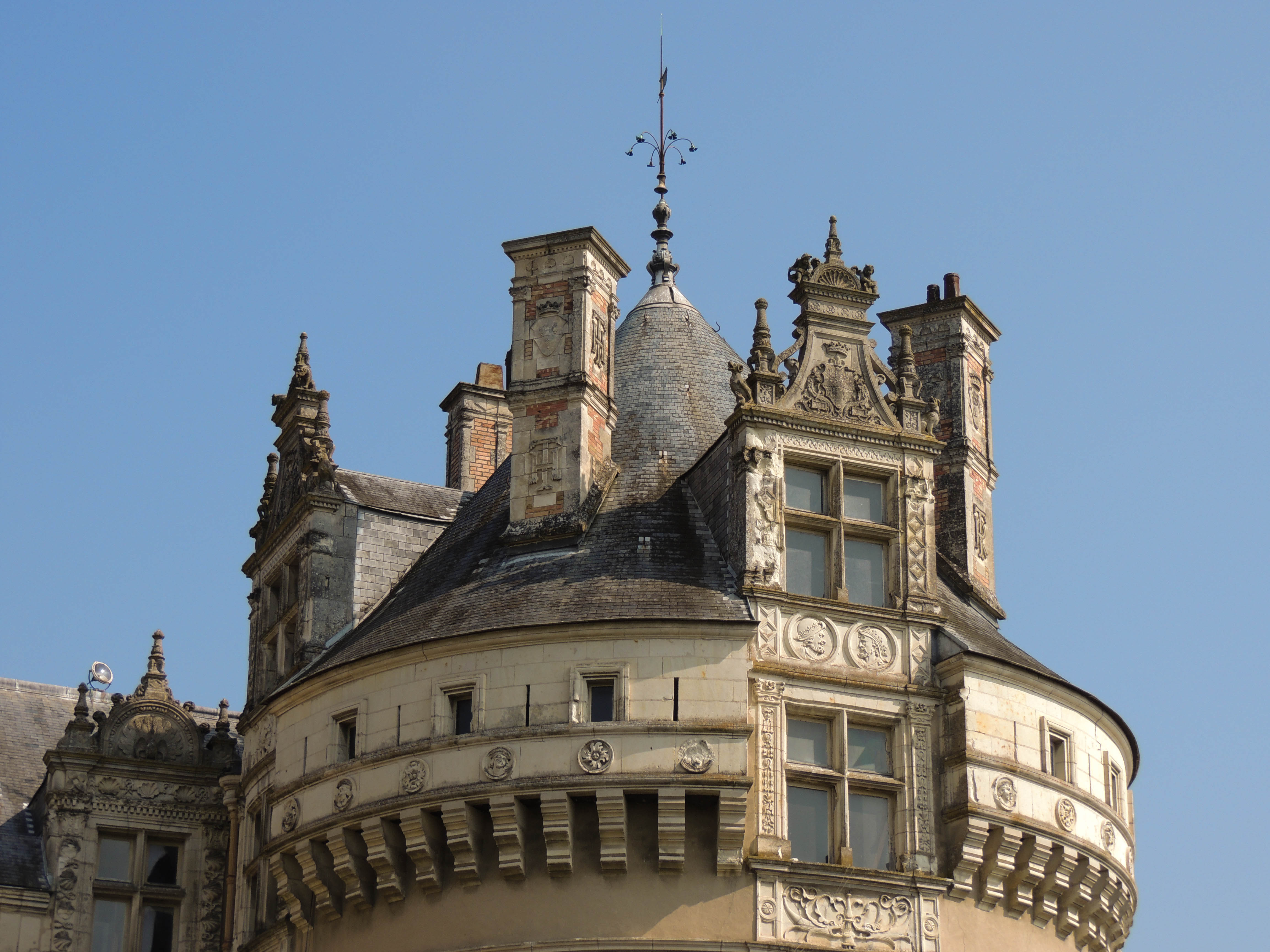
Détail de la tour sud-est du château, de style Renaissance.

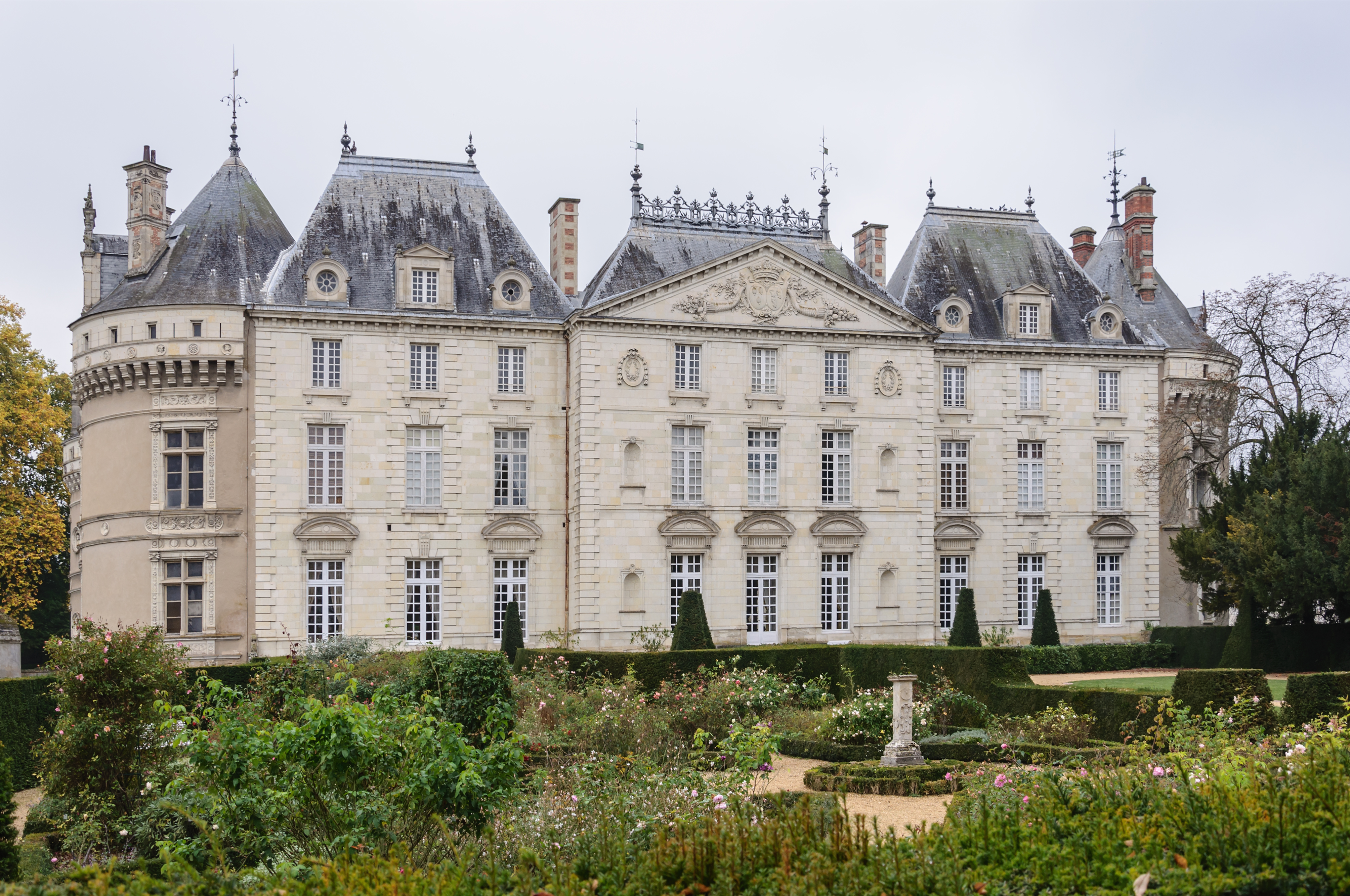
Détail de la façade est, de style néoclassique.

Par sa position aux confins du Maine, de l'Anjou et de la Touraine, Le Lude est l'un des châteaux de la Loire situés les plus au nord. Le château du Lude, tel qu'il apparaît aujourd'hui, est constitué de trois ailes, encadrées de puissantes tours rondes, où se mêlent les styles Renaissance, néoclassique et néogothique, même si des traces subsistent de la forteresse médiévale. Les traces de l'appareil défensif érigé au Moyen Âge sont visibles dans la partie basse du château, dans les douves. Le château s'élève sur six niveaux, pour une hauteur totale de 35 m et une surface au sol de 2 000 m2.

#### La façade Renaissance
Le château du Lude subit d'importantes modifications à la Renaissance, à l'époque où Jean de Daillon devient propriétaire du lieu. Le chantier de rénovation est confié à Jean Gendrot, architecte du roi René. La façade sud-est, dite François Ier, est le témoin de cette époque. Elle comporte des fenêtres à meneaux encadrées de pilastres et de frontons finement décorés, dans le style de la Renaissance italienne. Une série de médaillons à figures saillantes orne les trumeaux de la façade. Des porcs-épics, symboles de Louis XII, sont visibles entre les arches et rappellent l'époque des travaux. La façade et les tours rondes massives qui l'encadrent sont surmontées d'un mâchicoulis et sont reliées par trois bandeaux sculptés.

#### La cour d'honneur
Ordonnée en fer à cheval, la cour d'honneur date du début du XVIIe siècle dans un style de transition à la fin de la Renaissance française. Les pilastres encadrant les fenêtres à meneaux sont incrustés de plaques de marbres noir et rose. Les chapiteaux surmontant les pilastres sont richement décorés de motifs végétaux.

#### La façadeXVIIIesiècle
En 1785, la marquise de La Vieuville hérite du château du Lude et entreprend de vastes travaux de restauration. La façade est, construite en 1787 face à l'éperon qui domine le Loir, est l’œuvre de l'architecte Jean-Benoît-Vincent Barré. Elle présente les caractéristiques de l'architecture néoclassique en vigueur à l'époque de Louis XVI et s'élève sur trois niveaux. Le corps central se détache légèrement du reste de la façade. Flanqué de deux pavillons, il est orné de niches et de médaillons qui rappellent le registre décoratif des autres façades, et surmonté d'un large fronton triangulaire décoré des armes des Talhouët - La Vieuville.

#### La façade néogothique
La façade nord, qui donne sur la ville, avait été construite par Jean Gendrot à la Renaissance. Elle est restaurée et reprise par l'architecte Pierre-Félix Delarue dans le style néogothique à partir de 1853. Elle est ornée de deux balcons en pierre et de deux lucarnes en pierre à gable et pinacles. La façade présente également des éléments décoratifs, dont une statue équestre représentant Jean de Daillon et un porc-épic encadré de motifs végétaux au centre de la tour nord-est.

#### Les communs
Construits au XVIIe siècle, les communs abritent des écuries voûtées ainsi qu'un grenier à blé possédant une charpente en bois d'époque. La totalité des communs ainsi que les deux pavillons d'entrée ou porteries ont été inscrits monument historique par arrêté du 28 octobre 1992.

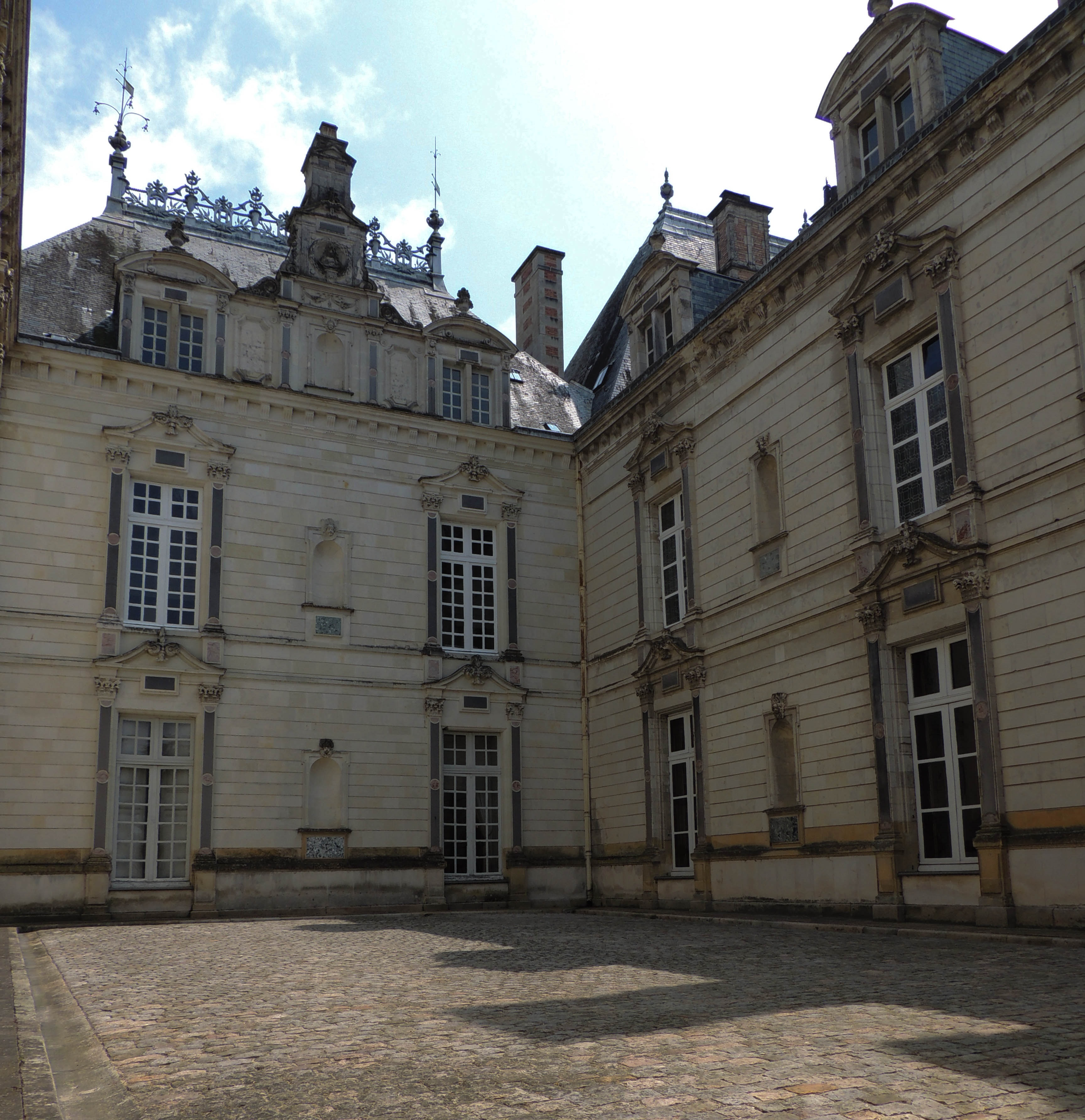
La cour d'honneur.
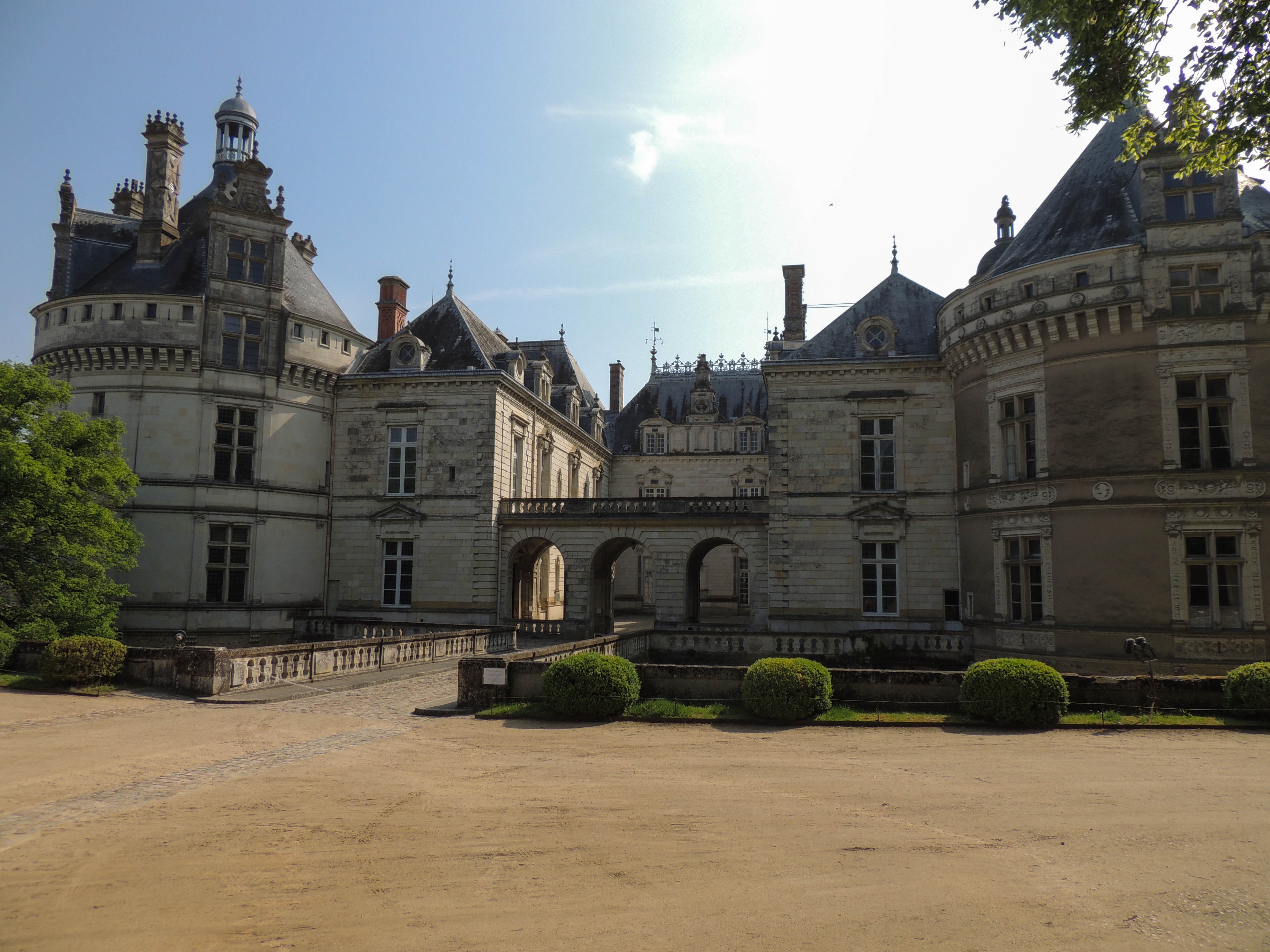
La façade ouest, à l'entrée du château.
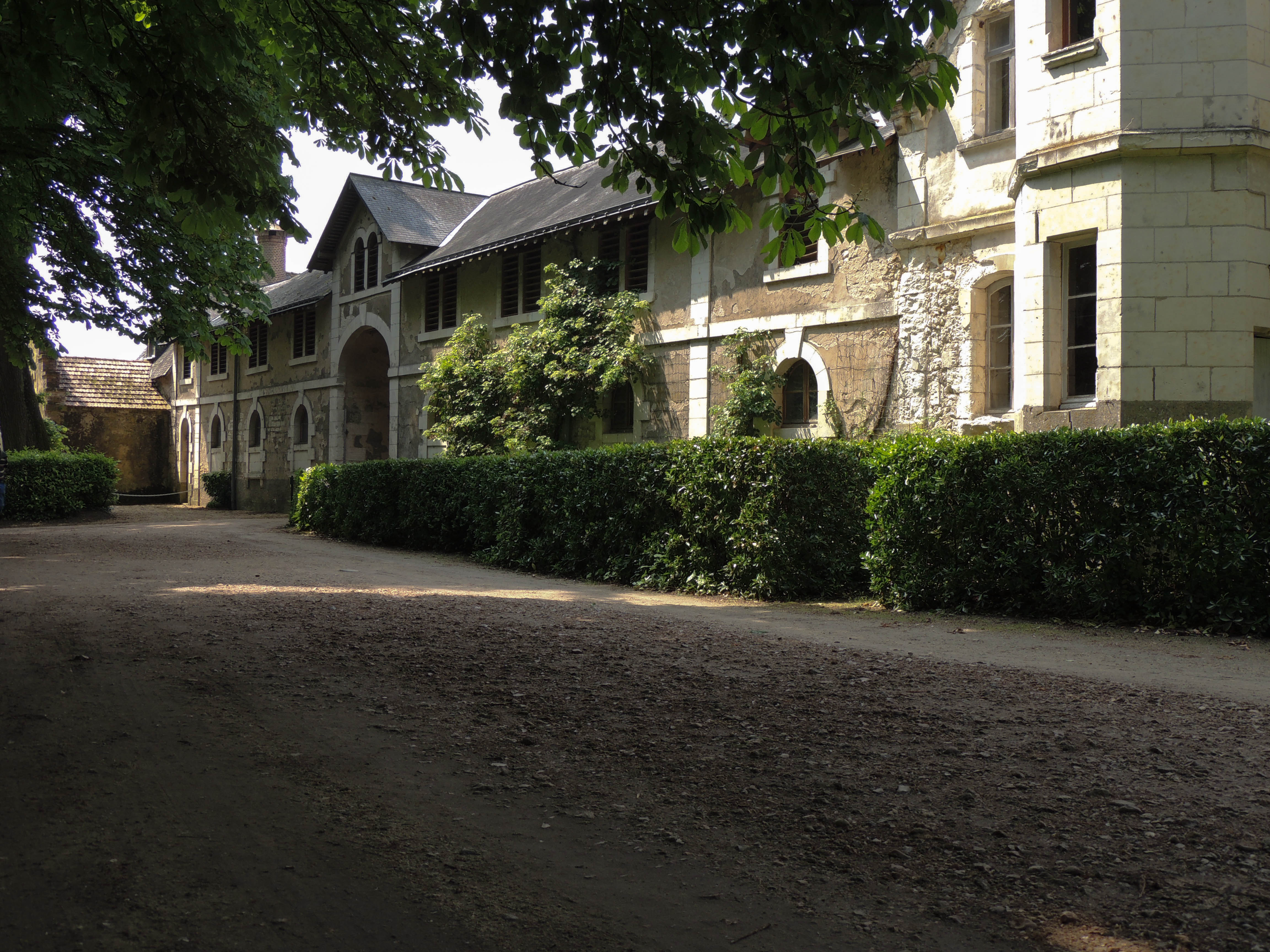
Les communs aux abords du château.
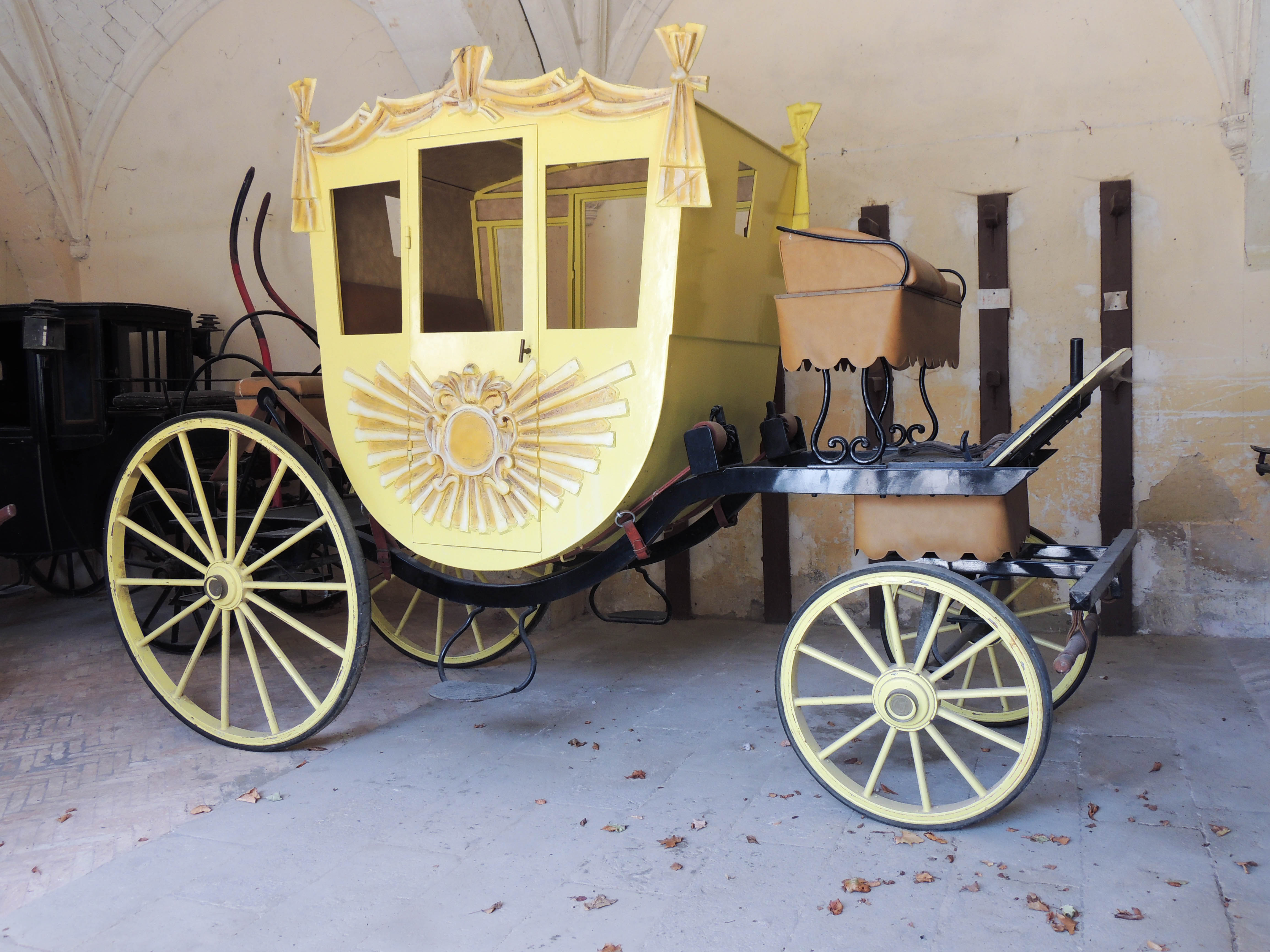
Un carrosse conservé dans les écuries.
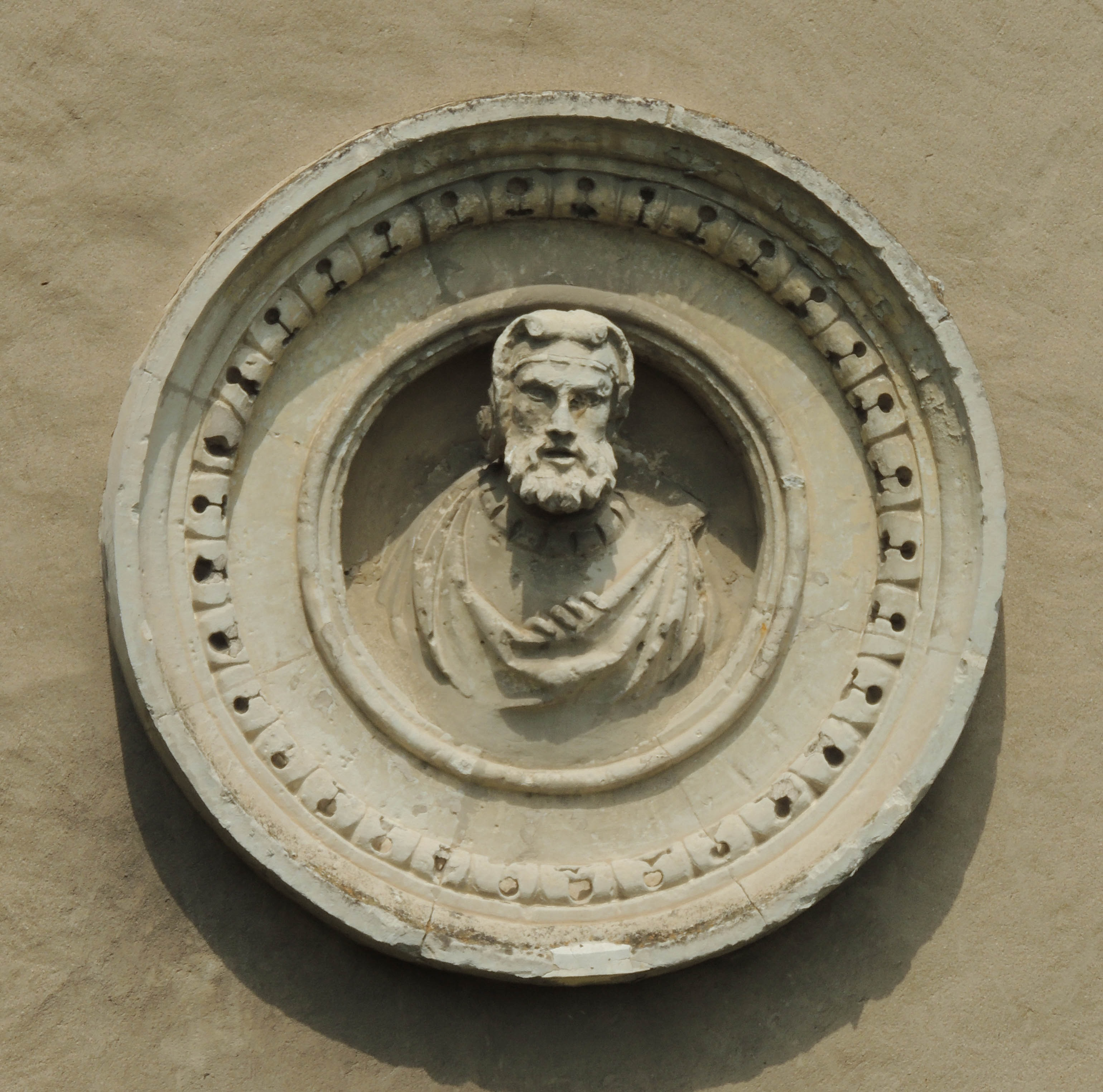
Détail de la façade Renaissance.

### Aménagements intérieurs

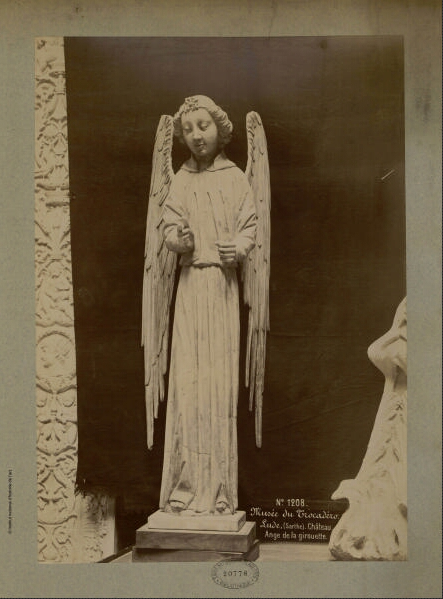
La statue dite « Ange du Lude ».

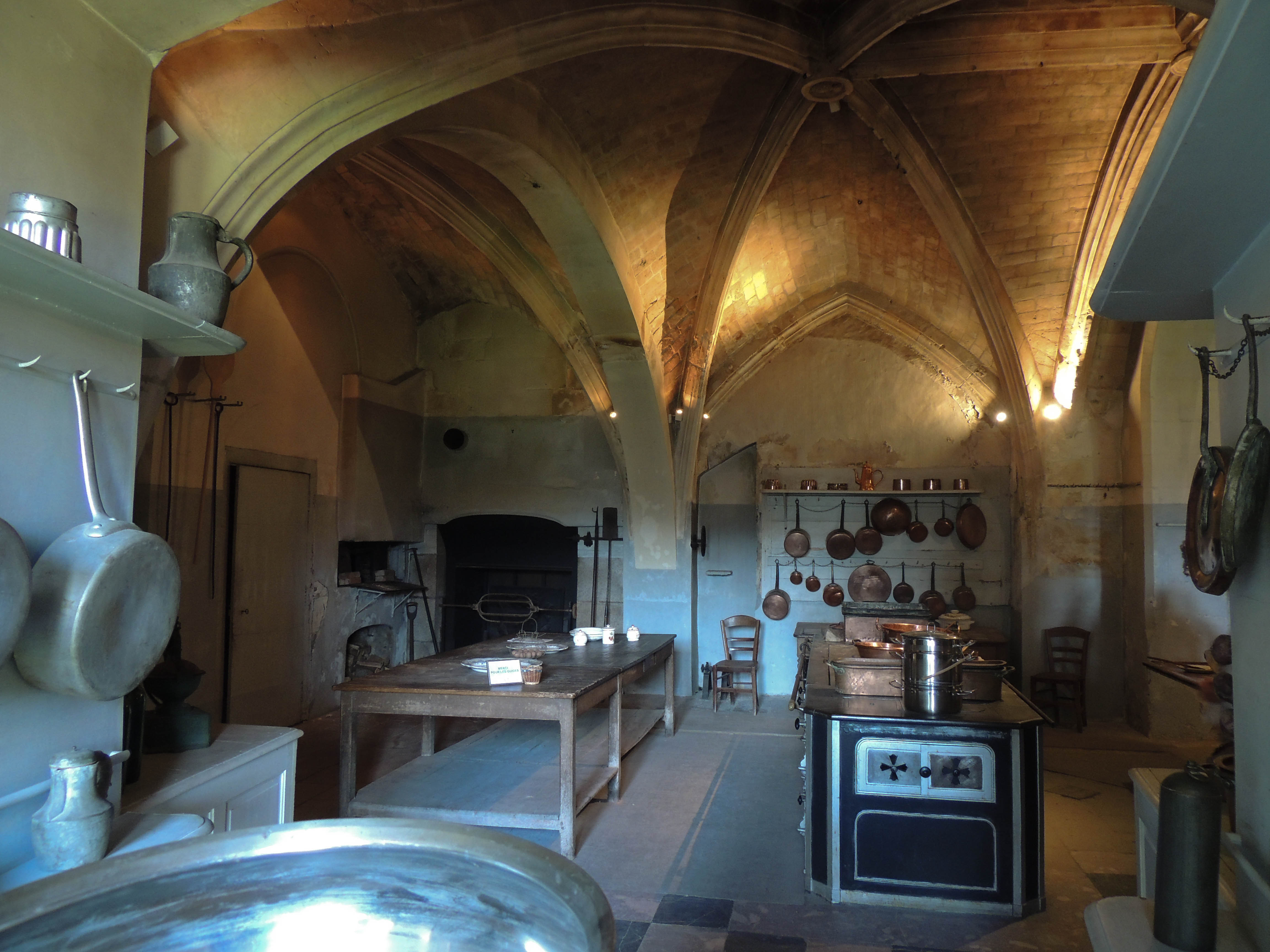
Les cuisines du XVe siècle, au deuxième étage des douves.

#### Vestibule
L'entrée se fait par le vestibule situé dans l'aile nord du château; richement décoré dans le style de la Renaissance, il est couvert d'un plafond à caissons en pierre où alternent les armes des Daillon et la lettre « D »; il donne accès à la tour nord-ouest, relevée entre 1854 et 1855, par un escalier monumental en pierre.
À son pied trône une copie ancienne de la statue appelée « Ange du Lude », bronze conçu par le canonnier du roi Jean Barbet à Lyon en 1475 pour servir de girouette à la Sainte-Chapelle de Paris, avant d'être installé au château — d'où cette appellation — par le marquis de Talhouët au XIXe siècle. Au début du siècle suivant, le financier et célèbre collectionneur américain John Pierpont Morgan achète la statue à Georges Hoentschel The Frick Collection de New York.
Cette œuvre, dont on voit ci-contre une photographie ancienne d'un moulage de l'ex-musée du Trocadéro à Paris, qui est la plus grande sculpture en bronze du XVe siècle connue, est citée par René Gimpel dans son carnet le 2 avril 1918, où le marchand d'art le compare avec un ange en plomb du XIVe siècle acheté vers 1910 avec Nathan Wildenstein à « un petit antiquaire de Versailles »; les deux associés remplacèrent la trompette qui manquait) ; le comte de Bryas lui dit ensuite avoir vu cette statue quarante ans auparavant à Boulogne-sur-Seine, dans le jardin du fils ou petit-fils de l'architecte en chef de la cathédrale de Chartres, qui l'aurait dérobé lors de l'incendie de son toit (1836) ; Wildenstein le vendit à un M. Hennessy (Gimpel, Journal d'un collectionneur marchand de tableaux, Calmann-Lévy, 1963, p 31). Elle figure dans l'exposition Chevaliers et bombardes. D'Azincourt à Marignan, 1415-1515 au musée de l'Armée de Paris du 7 octobre 2015 au 24 janvier 2016 ("La Gazette de l'Hôtel Drouot" no 39 - 13 novembre 2015, p 306).
Sous l'escalier, un gisant du XVe siècle, classé aux monuments historiques au titre d'objet, est placé à droite de la porte de la bibliothèque, aménagée au XIXe siècle.
Pierpont Morgan acquit un autre objet d'art rarissime également découvert au château à la fin du XIXe siècle : il s'agit de l'aiguière en faïence dite de Saint-Porchaire (Poitou, vers 1550 - New-York, Metropolitan Museum of Art); probablement inspirée d'un modèle d'orfèvrerie, haut de 26,2 centimètres et démuni de son couvercle, cette pîèce fut copiée en 1909 par le céramiste Edouard Knoepflin (1861-1945), successeur de son collègue Prosper Jouneau comme professeur à l'école de dessin de Parthenay (Deux-Sèvres) de 1902 à 1916 (musée Georges Turpin de Parthenay, reprod. en couleurs dans Le Courrier de l'Ouest du 25 octobre 201); l'aiguière d'époque Renaissance est reproduite en couleurs par Leonard N. Amico dans À la recherche du paradis terrestre - Bernard Palissy et ses continuateurs (Paris, Flammarion, 1996, cliché no 116, p 138).
En 1893 ou 1894 fut également « trouvé » au château un fragment de coupe (le pied a été restitué) portant à l'intérieur les armes des Montmorency-Laval au franc-quartier de Beaumont, que l'historien d'art Léon Palustre, qui en prit trois photographies sur place, qualifia « de la plus belle époque de Saint-Porchaire » dans sa lettre datée de Tours le 24 janvier 1894 adressée probablement à l'érudit Edmond Bonnaffé (musée de Bressuire / fonds Charles Merle - deux des trois clichés sont reproduits dans le catalogue de l'exposition Renaissance de la faience de Saint-Porchaire au musée Georges Turpin de Parthenay du 11 février 2004 à 25 juillet 2005, pp 23 et 118, qui cite l'article de Barbour, Sturman A lost cup of Saint-Pochaire Pottery., etc. de 1996).

#### Pièces de réception
Les pièces de réception, situées au rez-de-chaussée, sont décorées dans l'esprit des façades dont elles relèvent. L'ornementation Renaissance des ailes nord et sud alterne ainsi avec le décor néoclassique des salons de l'aile Louis XVI.

#### Studiolo
L'oratoire situé au rez-de-chaussée de la tour sud-ouest abrite un cabinet de peintures réalisé pour la duchesse du Lude par l'école de Raphaël au XVIe siècle. C'est un exemple rare de studiolo à l'italienne dans un château français. Les murs et la voûte du studiolo sont entièrement peints. Ces peintures sont découvertes en 1853 sous un faux-plafond en plâtre où elles avaient été dissimulées peu avant la Révolution,. Les dimensions du studiolo, de forme rectangulaire, sont assez restreintes : 3,20 m de longueur, 2,40 m de largeur et 3 m de hauteur. Une seule fenêtre y laisse pénétrer la lumière extérieure.
Les peintures qui recouvrent les murs sont disposées sur trois registres. Sur la partie inférieure, elles se présentent sous la forme de lambris d'une hauteur de 90 cm. Les peintures du registre médian sont regroupées dans sept compartiments rectangulaires mesurant 1,20 m de hauteur. Ces sept tableaux constituent chacun une scène complète : le Triomphe de la chasteté, l'Arche de Noé, une scène de chasse, le vœu de Jephté, Jacob au puits, une scène en deux actes présentant une femme goûtant des fruits placés sur une table ainsi qu'une scène de la légende de Jehan Daillon.
Les peintures du registre supérieur, immédiatement placées au-dessous de la voûte, se composent de dix tableaux insérés dans des compartiments semi-circulaires de format restreint. Ces tableaux présentent chacun une scène de la vie de Joseph, fils de Jacob. La voûte est divisée en deux parties inégales séparées par un arc-doubleau : une voûte entière du côté de la fenêtre, composée de huit voûtains, ainsi qu'une demi-voûte du côté opposé composée de quatre voûtains. Les décors entre les nervures de la voûte sont constitués d'un enchevêtrement de motifs végétaux (feuillages, fleurs ou fruits), de figures humaines ou animales et de drapées (baldaquins, portiques ou hamacs).

#### Cuisines et sous-sol
Les cuisines du château sont installées en sous-sol, au deuxième étage des douves. Voûtées, elles datent du XVe siècle et ont été restaurées en 1993. Elles conservent les cheminées, le puits et le four à pain de la Renaissance, ainsi que les fourneaux de fonte et le monte-charge du XIXe siècle. La base des douves est dévolue aux caves. L'épaisseur des murs médiévaux et les meurtrières assurent une température ambiante et l'aération nécessaire pour la conservation du vin.

## Parc et jardins

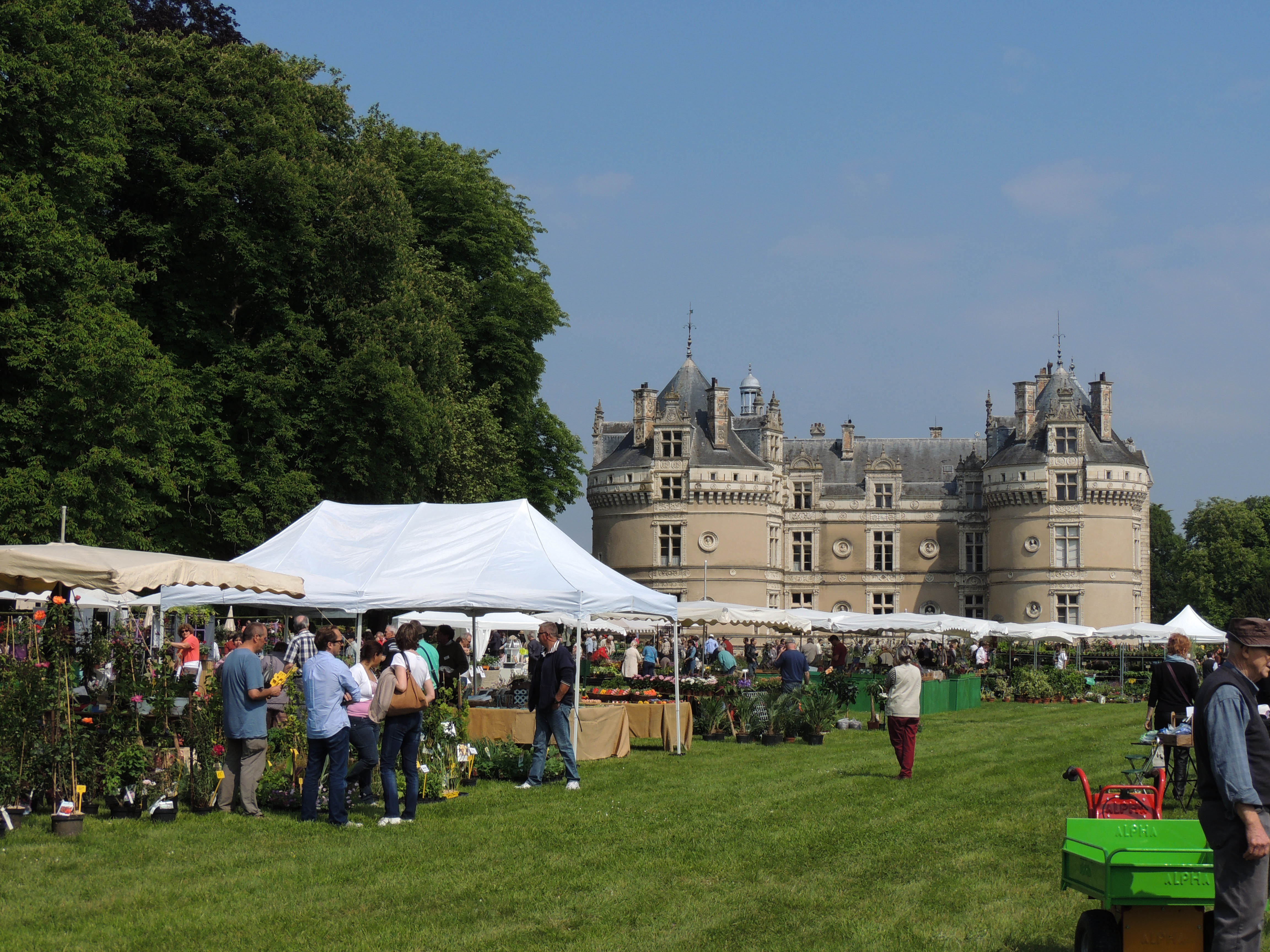
La Fête des jardiniers, au mois de juin.

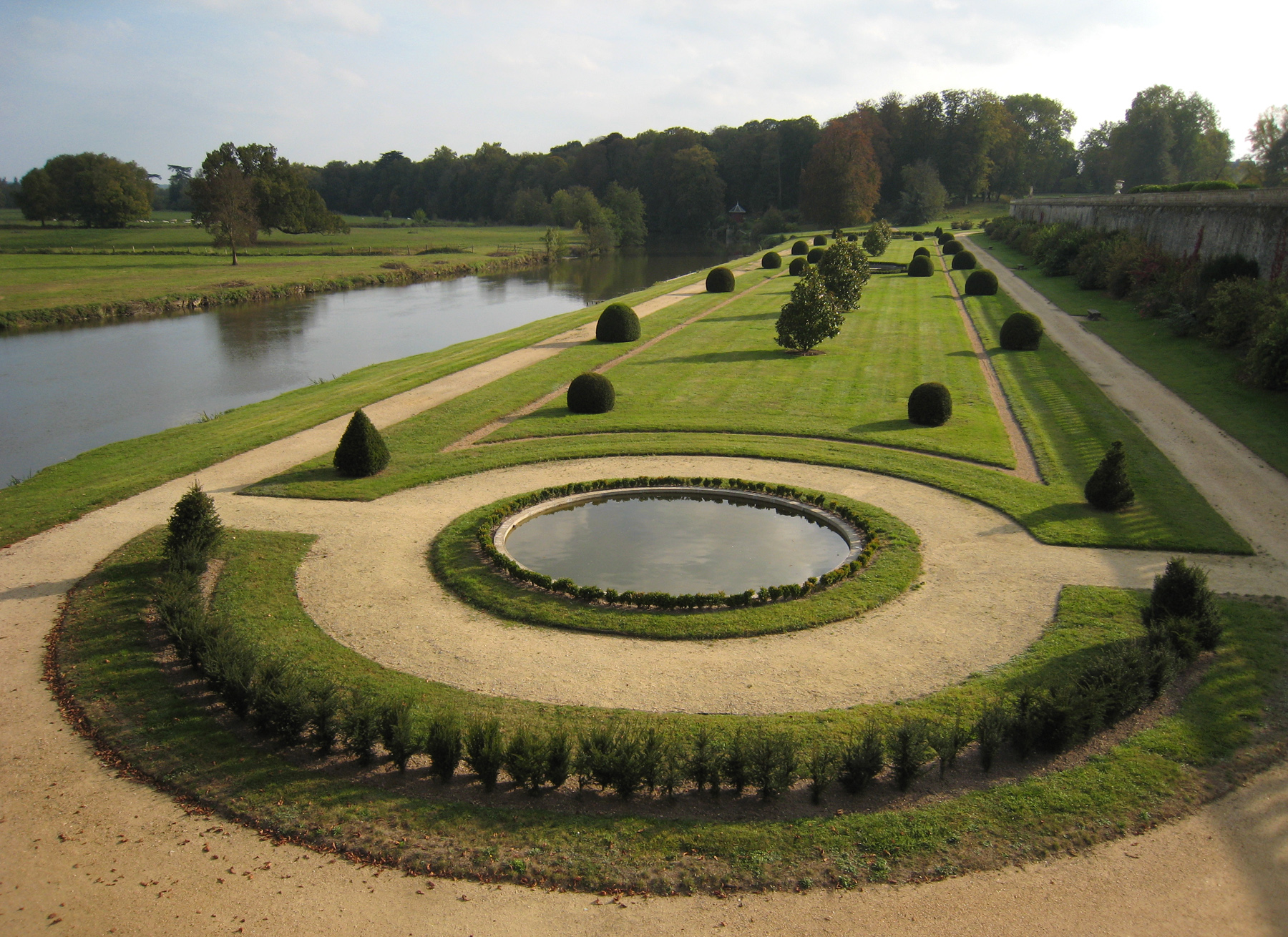
Le jardin bas.

Le parc et les jardins du château du Lude, qui s'étendent sur six hectares, sont classés « Jardin remarquable » par le Ministère de la Culture. Les premiers aménagements des jardins datent du XVIIe siècle : les anciennes fortifications de la ville ont servi d'assise à une grande terrasse bordée d'une balustrade en pierre surplombant le Loir. Un siècle plus tard, les fossés entre le château et l'éperon sont comblés pour y créer un jardin suspendu face à la façade Louis XVI. En 1851, une machine élévatrice des eaux est installée en bord du Loir afin d'alimenter un réseau de canaux pour l'irrigation. Ce système est remplacé plus tard par un tympan hydraulique, inscrit aux monuments historiques depuis 2012. En 1882, le paysagiste Édouard André transforme les abords du château en dessinant les plans des jardins dans l'esprit romantique de l'époque. Depuis les années 1980, les jardins du Lude ont subi de nouvelles modifications et s'articulent autour d'une roseraie, d'un jardin régulier à la française, d'un jardin à l'anglaise et d'un vaste potager.

### Le jardin de l'Éperon
Le jardin de l'Éperon doit son nom à sa position sur l'éperon de maçonnerie édifié face au Loir pour protéger la forteresse. Il a été créé au XVIIIe siècle lors de la construction de la façade Louis XVI. Le jardin de l'Éperon a été redessiné en 1997 par l'architecte paysagiste Augustin d'Ursel, frère de la comtesse Barbara de Nicolaÿ, propriétaire du château. Il regroupe une roseraie et un labyrinthe bordés de haies d'ifs taillés. La collection de roses, élaborée par la comtesse, comporte des roses chinoises, des roses thé et hybrides de thé,.

### Le jardin bas
Le jardin bas s'étend le long de la rivière sur plus de 200 m, aux pieds de la grande terrasse et de l'éperon. Ce jardin à la française s'organise autour des ifs taillés en topiaire, des grands bassins et des magnolias taillés en pyramide. Le tracé régulier de ce jardin contraste avec le parc agricole qui s'étend de l'autre côté du Loir,.

### Le jardin de la source
Situé à l'extrémité du jardin bas, le jardin de la source doit son nom à la présence d'une source enfouie sous une grotte. Créé au XIXe siècle, ce jardin à l'anglaise d'inspiration romantique se compose de plantes vivaces à floraison printanière, qui se déploient autour d'une rocaille et d'un pavillon d'inspiration chinoise. En quittant le jardin de la source pour remonter vers le parc du château, une promenade botanique a été créée en 2008 par le botaniste Jacky Pousse avec des essences d'arbres et d'arbustes originaires de Chine ou d'Amérique, comme des Berbéris, des Mahonias ou des érables. Un château d'eau se dresse au bout de la promenade.

### Le potager
Dessiné par Édouard André en 1880, le potager de deux hectares est aménagé sur trois terrasses. Autour de l'orangerie, près de 9 000 m2 de terres sont utilisées pour la culture de fruits et légumes rares ou traditionnels. Le potager est la partie privée des jardins du Lude, et n'est ouvert que dans le cadre des manifestations organisées au château, comme lors de la Fête des jardiniers, lors des Journées potagères et gourmandes ou lors des Journées du patrimoine.

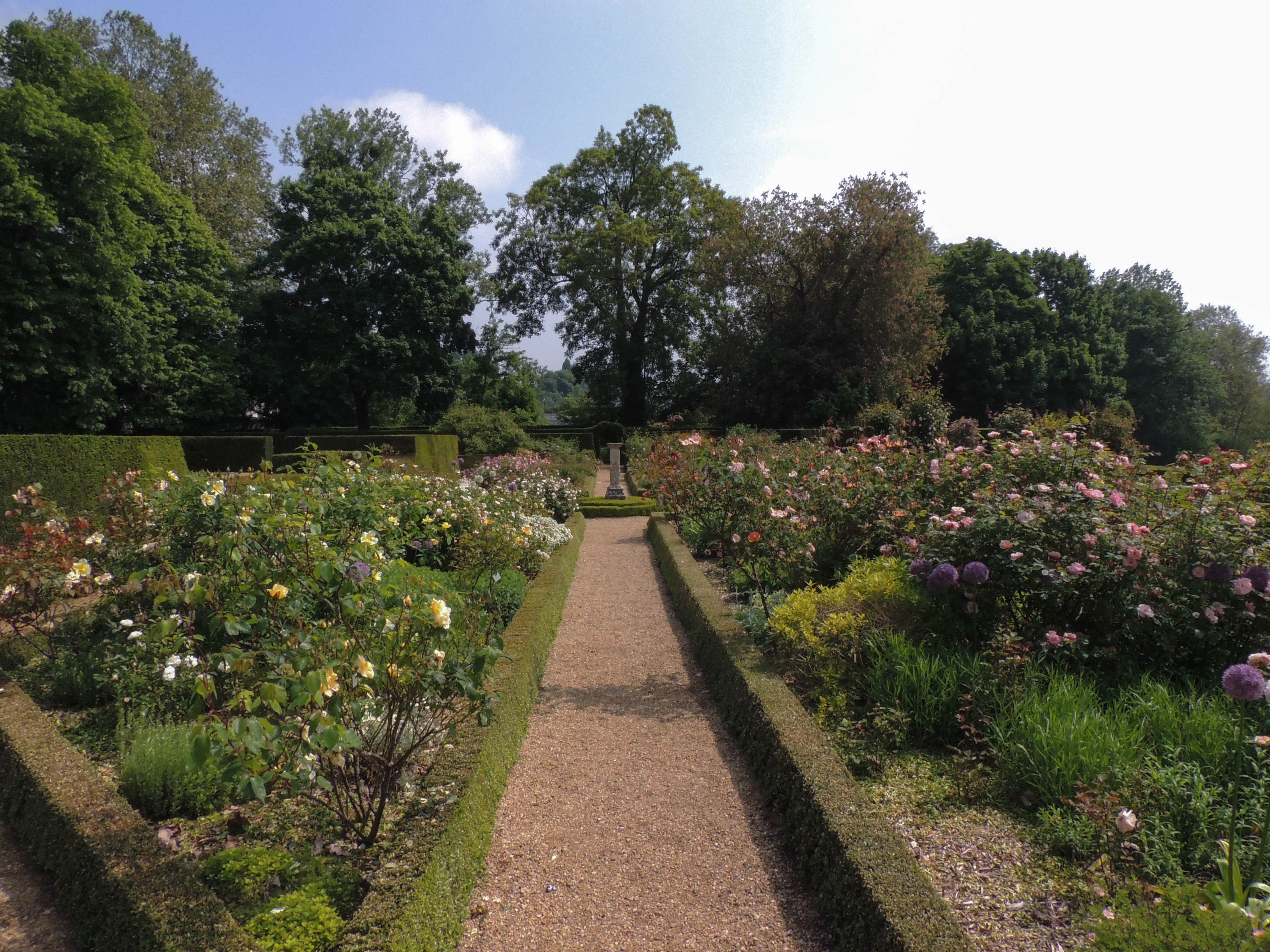
La roseraie du jardin de l'Éperon.
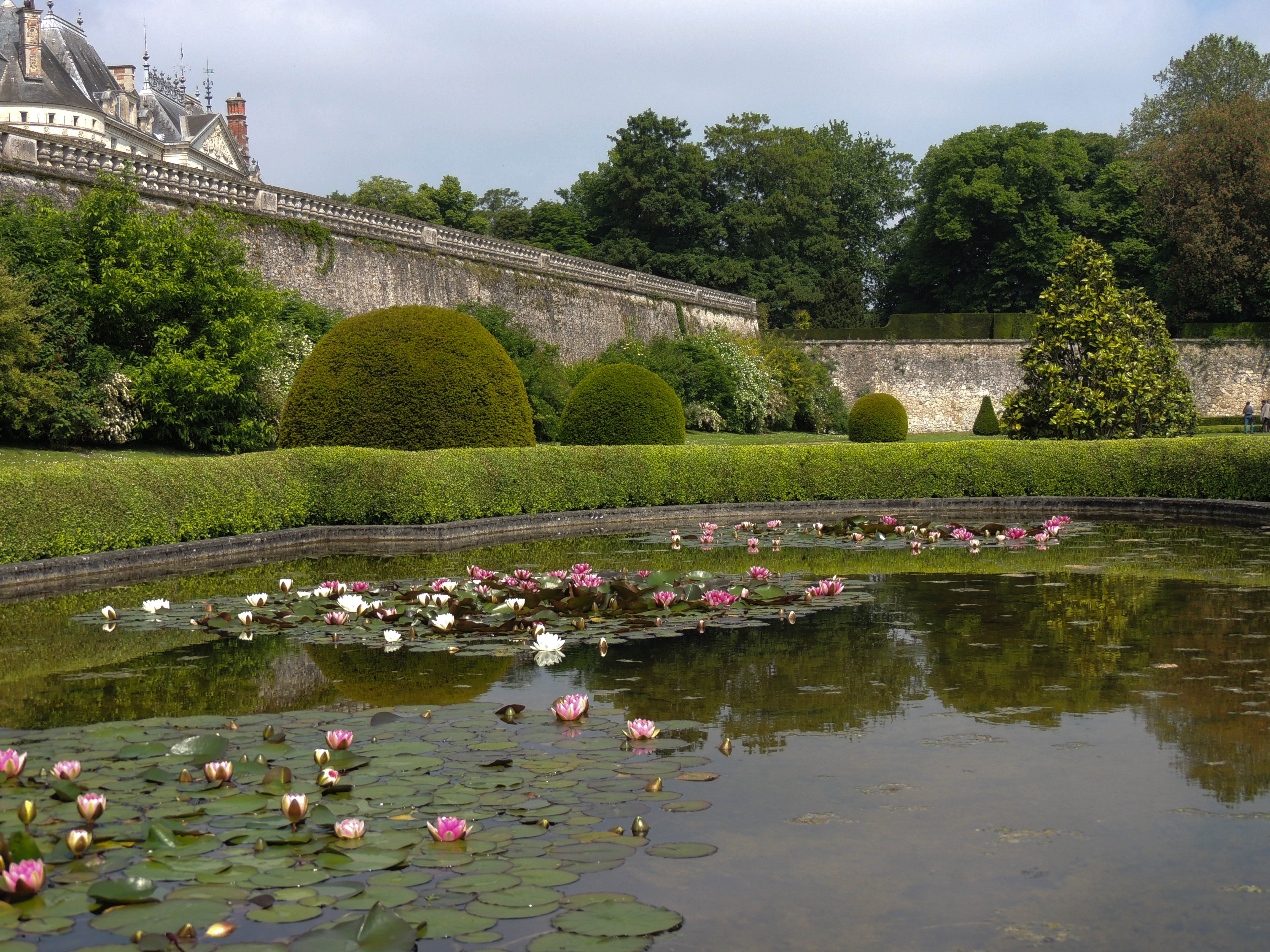
Le grand bassin du jardin bas.
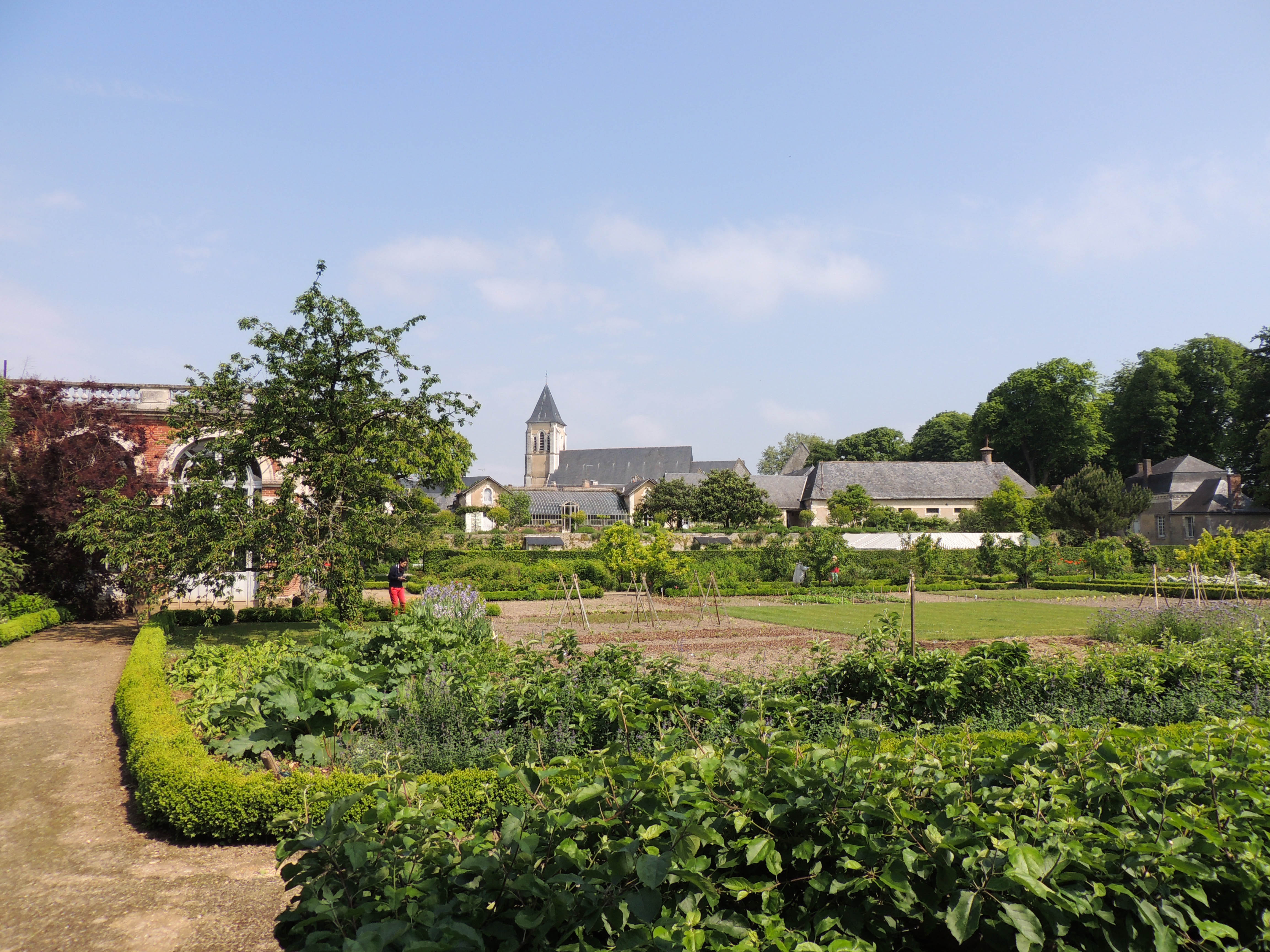
Le potager, l'orangerie et le clocher de l'église Saint-Vincent du Lude.
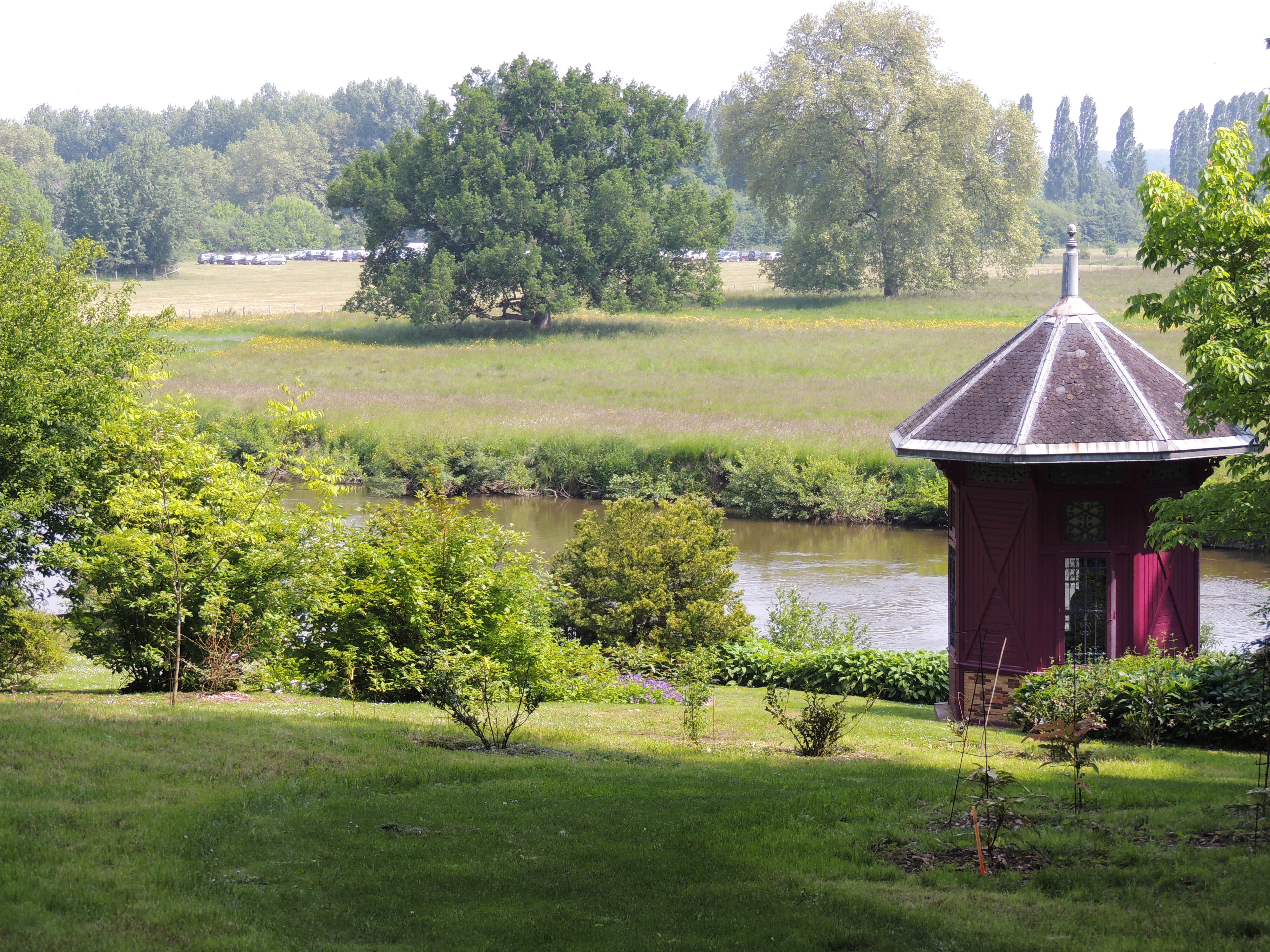
Le jardin de la source et son pavillon d'inspiration chinoise.
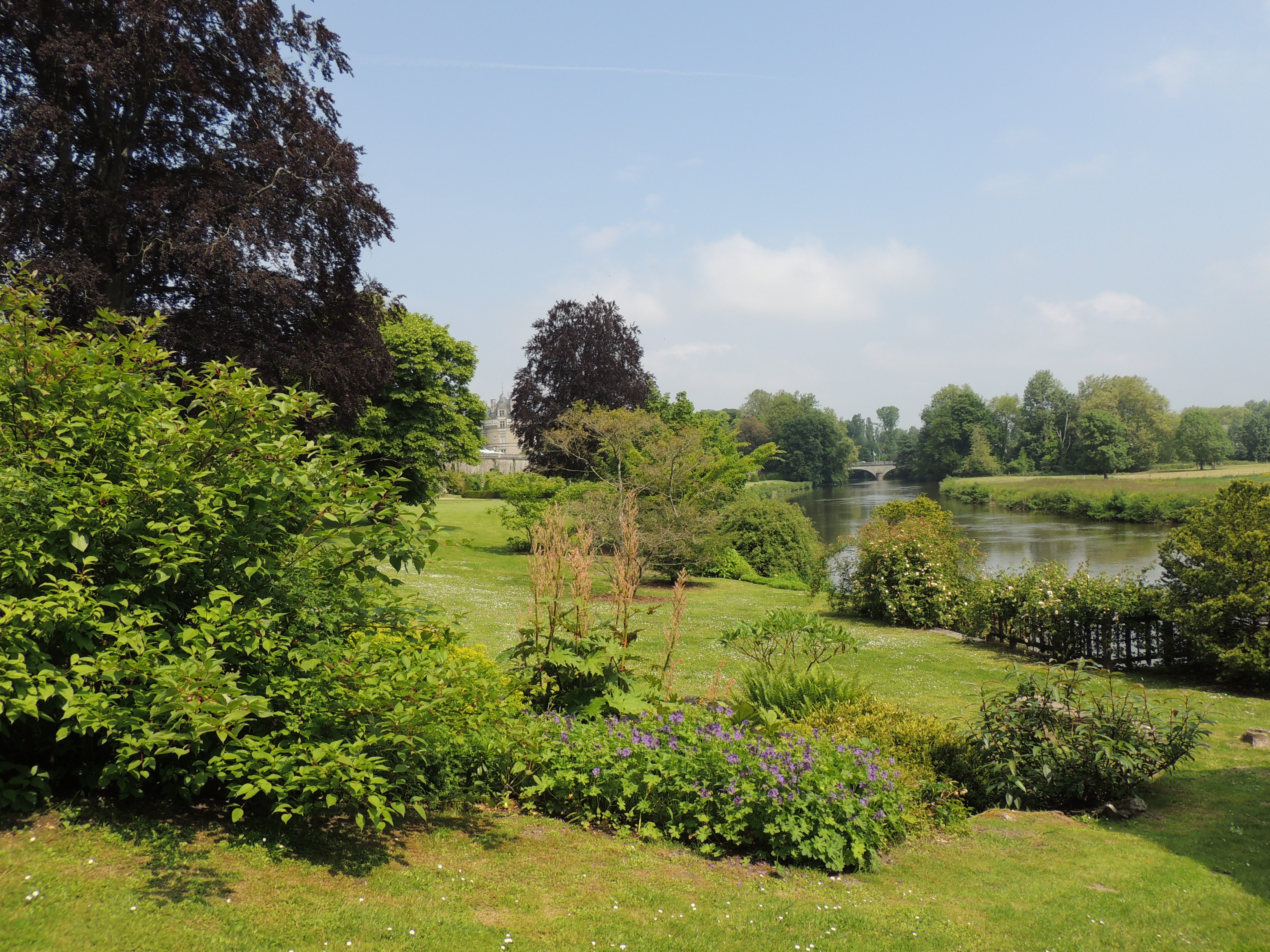
Vue sur le château depuis le jardin de la source.

### Notice historique sur Le Lude et son château, Paul Candé
- Paul Candé, Notice historique sur Le Lude et son château, La Flèche, Besnier, 1950, 2e éd., 52 p.

1. ↑  p. 3.
2. ↑  p. 4.
3. ↑  p. 17-18.
4. ↑  p. 5.
5. ↑  p. 34.
6. ↑  p. 35.
7. ↑  p. 6.
8. 1 2 3  p. 7.
9. 1 2  p. 8.
10. ↑  p. 9.
11. 1 2 3 4  p. 10.
12. 1 2  p. 11.
13. ↑  p. 47.
14. 1 2  p. 38.
15. ↑  p. 39-41.
16. 1 2  p. 42.
17. ↑  p. 45-46.

### Autres références
1. ↑  Bellanger 1988, p. 39.
2. ↑  Bellanger 1988, p. 41.
3. ↑  Matei Cazacu, Gilles de Rais, Paris, Tallandier, coll. « Biographie », 2005, 382 p. (ISBN 2-84734-227-3), p. 79.
4. ↑  Jean de Bueil, Le Jouvencel, suivi du commentaire de Guillaume Tringant, introduction biographique et littéraire par Camille Favre, texte établi et annoté par Léon Lecestre, Paris, Librairie Renouard, tome I, 1887, p. XV-XVII ; tome II, 1889, p. 273-275.
5. ↑  Bellanger 1988, p. 87.
6. ↑  « Maison des architectes », notice no PA00109789, sur la plateforme ouverte du patrimoine, base Mérimée, ministère français de la Culture
7. ↑  Bellanger 1988, p. 88.
8. 1 2  Anselme de Sainte-Marie, Histoire généalogique et chronologique de la maison royale de France, t. 5, Paris, Compagnie des libraires associés, 1730, 3e éd., 934 p. (lire en ligne), p. 916.
9. ↑  Charles de Montzey, Histoire de La Flèche et de ses seigneurs : Deuxième période: 1589-1789, t. 2, Le Mans, Pellechat, 1978, 356 p..
10. ↑  « Auguste-Frédéric Bonamour de Talhouët », dans Adolphe Robert et Gaston Cougny, Dictionnaire des parlementaires français, t. V, Edgar Bourloton, 1889 [détail de l’édition] (lire en ligne), p. 356-357.
11. 1 2 3  Bellanger 1988, p. 23.
12. 1 2 3 4 5  « Château du Lude », notice no PA00109788, sur la plateforme ouverte du patrimoine, base Mérimée, ministère français de la Culture
13. ↑  Bellanger 2005, p. 11.
14. ↑  Bellanger 2005, p. 34.
15. ↑  « Sons & lumières », Vivre L'histoire, le Magazine de La Reconstitution et du Spectacle Historique, no 3,‎ septembre-octobre 2001
16. 1 2  Christel Varin d'Ainvelle, « Le Château du Lude, la grandeur des jardins potagers », Nature en France, no 3,‎ juillet 2012, p. 100-103 (lire en ligne).
17. ↑  
« Le Prix P.J. Redouté, soutenu par l’Institut Jardiland », sur le site du château du Lude (consulté le 19 juin 2013).
18. ↑  
« Les Animations au château du Lude », sur le site du château du Lude (consulté le 19 juin 2013).
19. ↑  
« Château du Lude », sur le site de l'association « Châteaux de la Loire, Vallée des Rois » (consulté le 23 juin 2013).
20. 1 2  
« Le château », sur le site du château du Lude (consulté le 20 juin 2013).
21. ↑  Le Château du Lude, Sandillon, M.G. Éditions, 32 p., p. 18.
22. ↑  Le Château du Lude, Sandillon, M.G. Éditions, 32 p., p. 20.
23. ↑  Gustav Davidson (trad. de l'anglais), Dictionnaire des anges, Paris, Le Jardin des Livres, coll. « Référence », 2005, 655 p. (ISBN 2-914569-38-6), p. 104.
24. ↑  « Gisant », notice no PM72000436, sur la plateforme ouverte du patrimoine, base Palissy, ministère français de la Culture.
25. 1 2 3  Le Château du Lude, Sandillon, M.G. Éditions, 32 p., p. 23-26
26. 1 2 3 4  
« Parc et jardins du château du Lude », sur le site du Comité des Parcs et Jardins de France (consulté le 22 juin 2013).
27. ↑  Le Château du Lude, Sandillon, M.G. Éditions, 32 p., p. 27
28. 1 2 3 4 5 6 7 8  
« Les Jardins du Lude », sur le site du château du Lude (consulté le 22 juin 2013).